# Mickaël Azouz
 (août 2024).
Pour les articles homonymes, voir Azouz.
Mickaël Aziz est un maître chocolatier-pâtissier français, né le 20 février 1943 à Vesoul. Il remporta la première édition de la  coupe du monde de la pâtisserie en 1989.
Sa pâtisserie est située au 22 rue d'Alsace-Lorraine, dans le centre-ville de Vesoul.

## Biographie
Mickaël Azouz, aîné d'une famille de onze enfants, est élevé dans une double culture. Son père est soufi et originaire de Tizi Ouzou, dans la région Kabylie, en Algérie et sa mère est catholique. Il quitte l'école à 14 ans et commence un apprentissage en pâtisserie à 15 ans. Il intègre par la suite les Compagnons du Devoir puis réalise son service militaire. À la fin des années 1960, il se rend à Paris chez Gaston Lenôtre, pendant deux années.

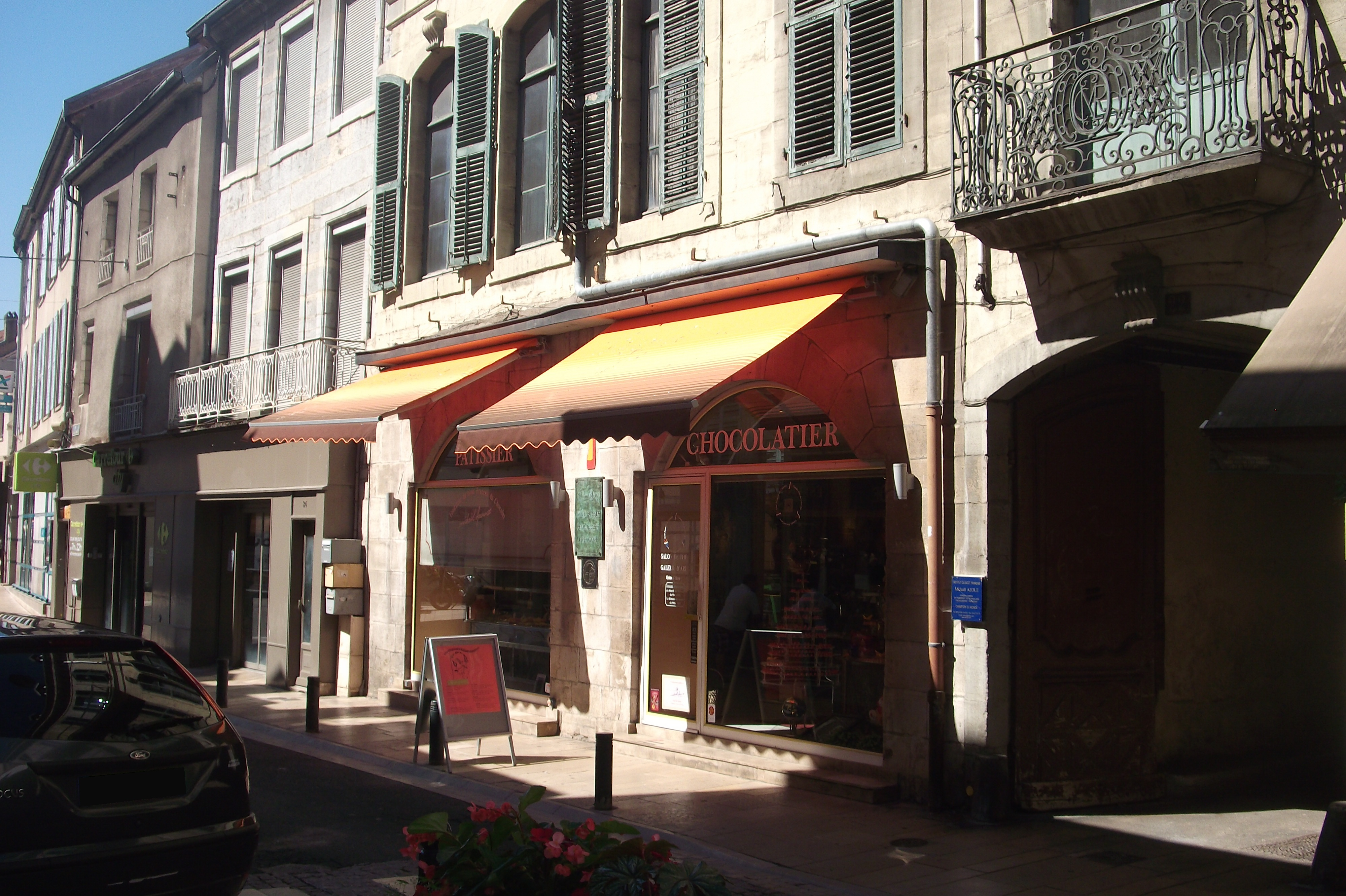
L'actuelle pâtisserie de Mickaël Azouz, située rue d'Alsace-Lorraine à Vesoul

En 1972, il décide de regagner sa région natale, la Franche-Comté et s'installe à Saint-Loup-sur-Semouse.  En 1986, il ouvre un salon de thé dans sa ville natale, Vesoul. À la fin des années 1980, il crée une boutique au Japon. En 1988, il devient champion de France en pâtisserie.
Il remporte à Lyon, en 1989, la première édition de la Coupe du monde de la pâtisserie,. Ce titre lui permet d'être considéré comme l'un des pâtissiers-chocolatiers les plus réputés dans sa profession.
Il est professeur de pâtisserie dans plusieurs pays, à l'école nationale de la pâtisserie et à l'institut de gastronomie française, l'école « l'Étoile » à Venise, l’École supérieure de Barcelone, The federation of Japan confectionnery associations de Tokyo. Défenseur du « vrai chocolat », il voyage dans le monde entier,,.
Mickaël Azouz est l'un des chocolatiers les plus réputés. Il a également participé à de nombreux ouvrages en rapport avec sa profession.
Chaque année, il se rend au Japon pour enseigner et reçoit régulièrement des stagiaires japonais.

## Distinctions
- Mérite agricole[11]
- Membre de l'Académie culinaire de France
- Champion de France en 1988
- Champion du monde de pâtisserie en 1989
- Ordre international de la gastronomie.

### Sources et bibliographie
- Coupe du monde de la pâtisserie, 2 volumes, éd. Déliceo, 2007,  (ISBN 2914635079)
- Dominique Auzias, Jean-Paul Labourdette, Produits du Terroir 2013-2014, éd. Petit Futé, 2013,  (ISBN 2746960052)
- L'Alsace, Laurent Arnold, 27 août 2011, Degustha :Le chocolat raconté par Mickaël Azouz
- Dominique Auzias, Jean-Paul Labourdette, Guide de l'amateur de chocolat, p. 86, éd. Petit Futé, 2013,  (ISBN 2746967693)
- Le Pays, Alexis Beuscart, 7 avril 2012, Mickaël Azouz et Édouard Hirsinger : comment les meilleurs chocolatiers de France préparent Pâques.